# Sumner (Misuri)
Sumner es un pueblo ubicado en el condado de Chariton en el estado estadounidense de Misuri. En el Censo de 2010 tenía una población de 102 habitantes y una densidad poblacional de 174,26 personas por km².

## Geografía
Sumner se encuentra ubicado en las coordenadas 39°39′22″N 93°14′36″O / 39.65611, -93.24333. Según la Oficina del Censo de los Estados Unidos, Sumner tiene una superficie total de 0.59 km², de la cual 0.59 km² corresponden a tierra firme y (0%) 0 km² es agua.

## Demografía
Según el censo de 2010, había 102 personas residiendo en Sumner. La densidad de población era de 174,26 hab./km². De los 102 habitantes, Sumner estaba compuesto por el 100% blancos, el 0% eran afroamericanos, el 0% eran amerindios, el 0% eran asiáticos, el 0% eran isleños del Pacífico, el 0% eran de otras razas y el 0% pertenecían a dos o más razas. Del total de la población el 0% eran hispanos o latinos de cualquier raza.